# 第139师团
第139师团（Dai-hyakusanjūkyū Shidan）是日本帝国陆军的一个步兵师团。它的代号是不屈兵团（Fukutsu Heidan）。该师团于1945年7月10日在敦化组建。师团的核心是第77、79和第80运输警卫部队。

## 行动
第139师团于1945年8月22日在苏联入侵满洲期间没有进行任何作战的情况下被解除武装。